# Jean Thérèse de Beaumont d'Autichamp
Pour les articles homonymes, voir Beaumont et Autichamp (homonymie).
 (juillet 2022).
Si vous disposez d'ouvrages ou d'articles de référence ou si vous connaissez des sites web de qualité traitant du thème abordé ici, merci de compléter l'article en donnant les références utiles à sa vérifiabilité et en les liant à la section « Notes et références ».
Jean Thérèse Louis de Beaumont, « marquis » d'Autichamp et de Château-Gontier, né le 17 mai 1738 à Angers et mort le 21 janvier 1831 à Saint-Germain-en-Laye, était un général français dans l'armée des émigrés, celle de Vendée et pour la Russie.

## Avant la Révolution
Jean Thérèse Louis de Beaumont d'Autichamp est né le 17 mai 1738 à Angers. Il est le fils de Louis-Joseph de Beaumont, « marquis » d'Autichamp, mousquetaire du roi et de Perrine Locquet. Il a deux frères puinés : Charles (1739-1794) et Antoine (1744-1822).
Il commence sa carrière à onze ans dans le régiment du Roi. Il acquiert le 26 juillet 1761 le marquisat de Château-Gontier. Marié en 1763 avec Marie-Charlotte de Maussion de Courtanzay, il se fait maintenir en 1774 contre le retrait possible par la couronne  dans la propriété incommutable du marquisat.
Il devient ensuite aide camp de Broglie entre 1757 et 1762, puis colonel des dragons d'Autichamp pendant la guerre de Sept Ans. En 1770, il est commandant des gendarmes à Lunéville où il croise pour la première fois le tsarévitch Paul. Entre 1780 et 1789, il est maréchal de camp et intendant général de l'armée sous les murs de Paris[réf. nécessaire].

## Après la Révolution
Le marquis d'Autichamp suit le prince de Condé, dont il était le gendre[réf. nécessaire]. Pendant la campagne de Champagne en 1792, il participe à la défense de Maastricht en 1793. Après la chute de la ville, il se réfugie en Suisse et de là en Angleterre. Il revient pour l'expédition de Quiberon ; puis, le 9 juin 1797 il prend du service en Russie comme commandant de régiment. Il est nommé dans la garde à cheval. Commandant plus de 30 000 hommes du corps de soutien à l'armée de Alexandre Souvorov il part combattre en Suisse. Le 2 novembre 1802, Alexandre Ier de Russie le nomme inspecteur de cavalerie de Donestrovskaïa en Ukraine, commandant du Dniestr. Il est mis en congé le 25 novembre 1805 et démissionne le 20 février 1806. Il vit ensuite à Narodytchi (Volhynie).

## Restauration

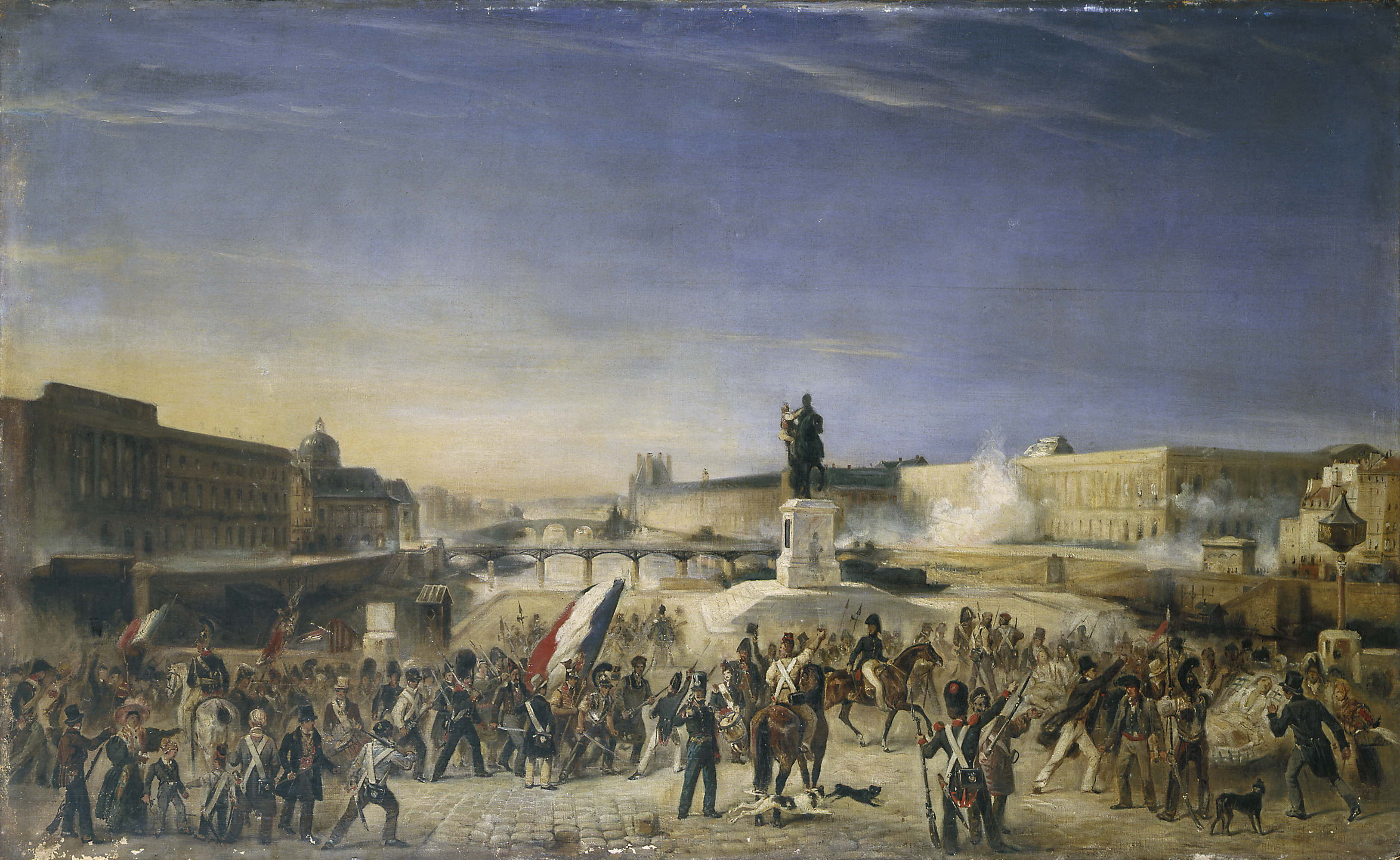
Attaque du Palais du Louvre le 29 juillet 1830. École française du XIXe siècle. Paris, Musée Carnavalet.

Louis XVIII le fait revenir et le nomme à la tête des troupes du district militaire de Toulouse, en janvier 1818, gouverneur du Louvre qu'il défend, à 92 ans pendant les journées de juillet 1830 et où il est blessé sans perdre le bâtiment[réf. nécessaire]. Il meurt le 12 janvier 1831 à Saint-Germain. Il repose au cimetière du Père Lachaise (division 10), à Paris.

## Distinctions
| Ruban de l'ordre de Saint-Louis | Ruban de la Légion d'honneur | Ruban de l'ordre du Saint-Esprit | Ruban de l'ordre de Saint-Michel |

- Grand-croix de l'ordre de Saint-Louis (23 août 1814).
- Officier de la Légion d'honneur (19 août 1823).
- Chevalier des ordres du roi (30 mai 1825).

## Sources
1. ↑  appl, « AUTICHAMP de BEAUMONT Jean Thérèse Louis, marquis d’ (1739-1831) », sur Cimetière du Père Lachaise – APPL, 19 janvier 2024 (consulté le 29 septembre 2024)

- (ru) Cet article est partiellement ou en totalité issu de l’article de Wikipédia en russe intitulé « Дотишамп, Жан Франк Луис » (voir la liste des auteurs).
- Site de la famille Beaumont